# Zanfigué
Zanfigué is een gemeente (commune) in de regio Sikasso in Mali. De gemeente telt 15.200 inwoners (2009).
De gemeente bestaat uit de volgende plaatsen:
- Bobola-Zangasso (hoofdplaats)
- Bombala
- Djébé
- Doubaniana
- Gouandara
- Karangassodeni
- Niégouana
- Nintiorosso
- Sogouasso
- Soukosso
- Tiontiéri